# Roger Björnstjerna
Roger Magnus Eugène Curt Björnstjerna, född 10 februari 1827 i Klara församling, Stockholm, död 31 augusti 1910 i Engelbrekts församling, Stockholm, var en svensk militär. Han var måg till Carl Emanuel Cederström.

## Biografi
Roger Björnstjernas föräldrar var generalen Magnus Björnstjerna och dennes hustru Elisabet Charlotta född i friherrliga ätten von Stedingk. Han var bror till generallöjtnanten Carl Björnstjerna och utrikesstatsministern Oscar Björnstjerna. Björnstjerna blev officer 1846, kapten i Svea livgarde 1857, major 1864 och överstelöjtnant 1868. Han var sekundchef vid Svea livgarde 1873–1887 och utnämndes 1886 till generalmajor samt var åren 1888–1893 chef för 5. militärdistriktet och åren 1893–1894 chef för VI. arméfördelningen.
Björnstjerna var åren 1885–1899 ordförande i Militärsällskapet i Stockholm.

### Familj
Björnstjerna gifte sig första gången 26 juli 1862 i Alsike kyrka med friherrinnan Charlotta Maria Cederström (1835–1864), dotter till premiärlöjtnanten friherre Carl Emanuel Cederström och Emma Maria Augusta Arfwedsson. De fick tillsammans sonen Carl Magnus Roder Björnstjerna (1863–1866).
Han gifte sig andra gången 18 juli 1872 i Stockholm med Martina Ankarcrona (1852–1939), dotter till underlöjtnanten Sten Vilhelm Teodor Ankarcrona och Sofia Vilhelmina Amalia Lamberg. De fick tillsammans barnen Martina Björnstjerna (1874–1955) som var gift med generalmajoren, statsrådet Joachim Åkerman, journalisten Charlotte Björnstjerna (1875–1901), mariningenjören Oskar Björnstjerna (född 1880), en dotter (1881–1881), Magnus Roger Björnstjerna (1882–1882), kaptenen Roger Björnstjerna (1884–1938) och en son (1886–1886).